# USS Anthony (DD-515)
Zerstörer 1 (D 170)
Pour les autres navires du même nom, voir USS Anthony.
L'USS Anthony (DD-515) est un destroyer de la classe Fletcher en service dans la Marine des États-Unis pendant la Seconde Guerre mondiale. Il a été nommé en l'honneur du Marine Sergent-major William Anthony (1853-1899) qui a servi pendant la guerre hispano-américaine.

## Construction
Sa quille est posée le 17 août 1942 au chantier naval Bath Iron Works de Bath, dans l'état du Maine. Il est lancé le 20 décembre 1942; parrainé par Mlle Alice Anthony et Mlle Frances Anthony, petites-filles du Sergent Major William Anthony, et mis en service au chantier naval de Boston (Boston Navy Yard) le 26 février 1943.

## Historique

### 1943
Le destroyer a appareillé le 26 mars pour un entraînement d'essai à partir de la baie de Guantánamo, à Cuba, et est revenu à Boston le 27 avril pour une mise à disposition de l'annexe. Il s'est ensuite dirigé vers Norfolk, en Virginie, mais a quitté Hampton Roads le 10 mai, à destination du Pacifique. Après avoir transité par le canal de Panama, le Anthony rejoint la flotte du Pacifique (Pacific Fleet) et arrive à Pearl Harbor le 31 mai.
S'ensuivent deux mois d'entraînement intensif pour le destroyer. Il quitte les eaux hawaïennes le 5 août pour la protection d'un convoi à destination de l'île d'Efate, en Nouvelles-Hébrides, via Pago Pago des Samoa américaines. Le Anthony jette l'ancre au large d'Efate le 27 août.
Les semaines suivantes ont été consacrées à d'autres exercices d'entraînement. Puis, fin octobre, le Anthony fait partie des destroyers qui escortent les transports de troupes vers les îles Salomon en vue du débarquement sur Bougainville. Il a pris part à un bombardement préalable à l'invasion et s'est tenu prêt pendant que les marines débarquaient sur les plages de la baie de l'Impératrice-Augusta le 1er novembre. Les destroyers se sont retirés dans la baie de Purvis, sur l'île Florida, le 3 novembre. Cependant, il est retourné à Bougainville le 8 novembre pour renforcer les forces navales américaines au large de cette île. Malgré de nombreuses attaques aériennes, le Anthony est sorti indemne de la couverture des transports pendant leur déchargement réussi. Il est arrivé à Tulagi le 15 novembre et a rapidement commencé à escorter des navires transportant des troupes et des fournitures vers divers points des îles Salomon.

### 1944
Cette routine fut interrompue pour le destroyer le 20 janvier 1944 par un ordre de se rendre dans le détroit de Bougainville. Là, le Anthony a rencontré plusieurs petits navires japonais et a détruit une canonnière et plusieurs barges avant de reprendre ses fonctions d'escorte.
Le navire a repris la mer le 15 février pour guider un groupe de navires de débarquement de chars Landing Ship Tank (LST) vers les sites de débarquement de l'île Green. Bien que le Anthony ait été prévu à l'origine pour effectuer des tâches d'appui de tir, les troupes américaines ont rencontré une opposition ennemie tellement faible lorsqu'elles ont débarqué qu'il n'a pas été nécessaire de remplir cette mission.
Après un bref répit dans la baie de Purvis, le destroyer s'est embarqué le 23 février pour participer à un bombardement de la forteresse ennemie de Rabaul, sur l'île de Nouvelle-Bretagne. Puis, au cours du mois de mars, il couvre l'invasion de l'île d'Emirau avant de servir d'escorte lors de plusieurs transports de ravitaillement entre Guadalcanal et Emirau.
Le 24 avril, le Anthony est affecté à une force opérationnelle de cuirassés. Le destroyer a escorté le USS New Mexico (BB-40), le USS Idaho (BB-42), et le USS Pennsylvania (BB-38)  jusqu'en Australie. Les navires de guerre sont arrivés à Sydney; et, le 29, après une semaine de liberté pour l'équipage dans cette ville, le Anthony a levé l'ancre le 6 mai pour retourner dans la baie de Purvis.
Après un bref entraînement, le Anthony et un groupe de navires ont appareillé le 2 juin pour l'invasion des îles Mariannes. Ils sont arrivés à Kwajalein le 8 juin pour se ravitailler en carburant, puis ont viré vers l'ouest en direction des Mariannes. Le 14 juin, le destroyer a tiré avec ses canons sur Saipan et, le lendemain, il a protégé d'autres navires pendant les débarquements sur Saipan. Le 16 juin, il a bombardé Guam. Le destroyer est ensuite détaché pour rejoindre la Task Force 58 (TF 58), la Fast Carrier Task Force. Ses fonctions comprennent alors la protection des porte-avions et le sauvetage d'aviateurs abattus.
Le 8 juillet, le Anthony a commencé à fournir des tirs de harcèlement sur Guam, et le bombardement s'est poursuivi pendant plusieurs jours. Lorsqu'il a été relevé, le destroyer s'est rendu à Eniwetok pour se ravitailler et prendre des provisions. Il a repris l'action au large de Guam le 21 juillet et a assumé la fonction de patrouille anti-sous-marine.
Le 10 août, le Anthony a reçu l'ordre de se rendre à Hawaï. Il a fait une escale à Eniwetok avant d'arriver à Pearl Harbor le 20 août. Là, le navire a été brièvement mis en cale sèche pour des réparations, puis a pris part à des exercices d'entraînement au large de Maui. Le Anthony a fait route vers Ulithi le 15 septembre et est arrivé en toute sécurité dans ce lagon le 3 octobre. Peu de temps après, le destroyer s'est mis en route pour retourner sur la côte ouest des États-Unis.
Peu après son arrivée à San Francisco, en Californie, le 25 octobre, le Anthony est entré au Mare Island Navy Yard pour une révision. Il a quitté le chantier le 13 décembre pour se rendre à San Diego pour une semaine d'entraînement de remise à niveau. Le destroyer a quitté la côte ouest le 20 décembre avec un convoi à destination de Hawaï et a atteint Pearl Harbor le 30 décembre.

### 1945
Là, il a commencé à se préparer pour les opérations à venir à Iwo Jima. Le Anthony et les autres navires de la force d'invasion se mettent en route le 27 janvier 1945 et s'arrêtent en route à Eniwetok et Guam. Le destroyer fut affecté à l'écran des transports transportant les forces de réserve. Il effectue des bombardements côtiers et des tirs de harcèlement nocturnes au large d'Iwo Jima jusqu'au 6 mars, date à laquelle il fait route vers les Philippines.
Le Anthony a jeté l'ancre dans la baie de San Pedro le 13 mars. Le navire a commencé à se préparer pour l'assaut sur Okinawa. Il a quitté les eaux philippines le 27 mars et est arrivé à son poste au large d'Okinawa le 1er avril. À l'exception d'un voyage à Ulithi, le destroyer est resté dans les eaux dangereuses de cette île assiégée, effectuant des tâches d'appui-feu, de protection et de piquet radar jusqu'à la fin juin. Il subit plusieurs attaques aériennes japonaises pendant cette période et affirme avoir abattu cinq avions ennemis. Le 27 mai, des kamikazes ont attaqué le Anthony et son navire-jumeau (sister ship), le USS Braine (DD-630). Lorsque deux d'entre eux réussissent à s'écraser sur le Braine, le Anthony prend tous les survivants à bord et remorque le navire endommagé jusqu'à Kerama Retto.
Le Anthony a de nouveau frôlé la catastrophe le 7 juin. Alors qu'il était en poste de piquet radar, il a de nouveau été attaqué par des avions ennemis. Un kamikaze a attaqué et touché le côté bâbord du destroyer, laissant un grand trou dans sa coque et emportant les lignes de vie et les chandeliers sur 7,6 m de ce côté. Cinq membres d'équipage ont sauté ou ont été projetés dans l'eau, mais tous ont été récupérés sains et saufs. Le navire est resté en service jusqu'au 24 juin, puis est retourné à Leyte, aux Philippines, pour une disponibilité.
Le 13 juillet, le Anthony a fait route pour un balayage anti-navires au large de la côte chinoise entre Fuzhou et Wenzhou. Après avoir fait escale à Okinawa pour se ravitailler et se réapprovisionner, le Anthony a commencé un autre balayage le 26 juillet au large de l'embouchure du fleuve Yangtsé. Le destroyer est retourné à Okinawa le 1er août et a opéré depuis cette base jusqu'à la fin des hostilités, quinze jours plus tard.
Le Anthony s'est embarqué le 7 septembre pour participer à l'occupation du Japon. Il a effectué des opérations de dragage de mines au large de Nagasaki et de Sasebo, puis a mouillé à Sasebo le 29 septembre. Le Anthony a entamé son voyage de retour le 17 novembre et, après des escales à Midway et Pearl Harbor, il est finalement arrivé à San Diego en Californie. Peu de temps après, il a fait route vers la côte est et a traversé le canal de Panama pour se rendre à North Charleston, en Caroline du Sud.
Les travaux de préservation ont commencé peu après son arrivée à Charleston afin de préparer le navire pour sa mise hors service. Le Anthony a été mis hors service, en réserve, le 17 avril 1946.

### Zerstörer 1 (D 170), 1958-1972
Le 29 avril 1957, le chantier naval de Charleston (Charleston Naval Shipyard) en Caroline du Sud, commença à soumettre le destroyer à une révision complète et à une modernisation afin de le prêter à la République fédérale d'Allemagne dans le cadre du Military Assistance Program américain pour la construction de sa marine.
Le 17 janvier 1958, le Anthony fut mis en service dans le chantier naval pour la Bundesmarine. Le navire reçut l'immatriculation Z 1 et fut affecté à la classe 119. En 1958, l'identification fut changée en D 170. Les destroyers de la classe 119 n'ont pas reçu de nom lors de leur mise en service. Ils étaient simplement numérotés de 1 à 6. Ce n'est qu'en 1960 que le nom de Zerstörer 1 a été attribué.
Durant son service dans la Bundesmarine, le destroyer a participé à de nombreuses manœuvres nationales et de l'OTAN. Le 12 juillet 1965, le Zerstörer 1 fit la une des journaux lorsque l'équipage, sous les ordres du capitaine de frégate (Fregattenkapitän) Jürgen Goetschke, parvint à sauver ou à récupérer, dans des conditions difficiles, trois survivants et six morts d'un avion américain de type Lockheed Super Constellation EC-121 en détresse lors d'un exercice avec l'US Navy. Le Zerstörer 1 put également apporter son aide lors du naufrage du ferry danois Skagerrak le 7 septembre 1966.
Du 31 mars 1967 au 19 août 1968, le destroyer fut retiré du service pour être remis en état et modernisé à Bremerhaven et à l'arsenal naval de Wilhelmshaven.
Le 17 mars 1972, le Zerstörer 1 fut définitivement retiré du service.
Il a été rendu à la garde des États-Unis et simultanément rayé de la liste de la Marine (Naval Vessel Register) le 15 avril 1972. Il est cependant resté en cale dans l'arsenal naval de Kiel. Le navire a ensuite été vendu à l'Allemagne de l'Ouest le 27 juin 1972 pour être cannibalisé comme réserve de matériel et mis au rebut. Le navire a été rayé de la liste en 1976.
Après un appel d'offres infructueux par l'intermédiaire de VEBEG, il a été décidé d'utiliser le destroyer comme navire-cible pour l'aviation navale. Le 9 juin 1978, le destroyer fut remorqué en Méditerranée et ancré au large de la Crète. Là, il servit de navire-cible pour les tirs de missiles antinavire AS.34 Kormoran. Le 16 mai 1979, le Zerstörer 1 fut coulé par le sous-marin (Unterseeboot) U-29, un navire de classe Type 206 par un tir de torpilles.

## Décorations
Le Anthony a reçu 7 battles stars (étoiles de combat) pour son service pendant la Seconde Guerre mondiale et a reçu une Navy Unit Commendation (mention d'unité de la marine) pour son héroïsme pendant la campagne d'Okinawa.

## Commandants
| Période                                  | Commandant                            |
| ---------------------------------------- | ------------------------------------- |
| du 26 février 1943 à 1943                | Lieutenant Commander Blinn van Mater  |
| de 1943 au 31 décembre 1944              | Commander Clyde James van Arsdall     |
| du 1er janvier 1945 au 17 avril 1946     | Commander Jackson Hunter Raymer       |
| du 17 janvier 1958 au 31 mars 1959       | Fregattenkapitän Hans Trummer         |
| du 1er avril 1959 au 2 octobre 1960      | Kapitän zur See Carl-Heinz Birnbacher |
| du 3 octobre 1960 au 30 juillet 1961     | Fregattenkapitän Carlheinz Vorsteher  |
| du 31 juillet 1961 au 30 septembre 1962  | Fregattenkapitän Werner Winter        |
| du 1er octobre 1962 au 31 mars 1964      | Fregattenkapitän Henrich Grote        |
| du 1er avril 1964 au 31 mars 1965        | Fregattenkapitän Klaus Hänert         |
| du 1er avril 1965 au 30 septembre 1966   | Fregattenkapitän Jürgen Goetschke     |
| du 1er octobre 1966 au 31 mars 1967      | Fregattenkapitän Karl-Heinz Proettel  |
| du 1er avril 1967 au 31 juillet 1968     | Poste non occupé                      |
| du 1er avril 1968 au 30 septembre 1970   | Fregattenkapitän Hans-Hubert Gaude    |
| du 1er octobre 1970 au 30 septembre 1971 | Fregattenkapitän Joachim Kolvenbach   |
| du 1er octobre 1971 au 17 mars 1972      | Kapitänleutnant Rolf Döring           |